# やまもと雄大
やまもと 雄大 （やまもと ゆうだい、1958年 - ）は、日本の画家・詩人。肢体障害を持つ。
奈良県立明日香養護学校高等部を卒業。その後、野沢寛に洋画を学ぶ。

## 著書
※いずれも詩集
- 『一生青春』みちくさ庵、1990年7月
- 『幸せの保証書』教学研究社、2003年8月